# Yağlıdere
Yağlıdere est une ville et un district de la province de Giresun dans la région de la mer Noire en Turquie.

## Histoire
Yağlıdere a historiquement appartenu au royaume de Colchide[réf. nécessaire], au royaume du Pont, à l'Empire romain, à l'empire de Trébizonde, et à l'Empire ottoman.
La Colchide était un royaume riche, riche en gisements minéraux. Les Colches utilisaient, l'or et d'autres matériaux. La région a également été riche en fruits et légumes sauvages. Après le règne de la Colchide et avant l'Empire romain élargi, le roi Mithridate VI s'enfuit à Sinora et construit 75 forteresses dans ce domaine.
L'Empire romain, sous Justinien, construit de nombreux ponts, églises et monastères, dans la région.